# SN 2005jc
SN 2005jc – supernowa typu Ia odkryta 23 października 2005 roku w galaktyce A004524+0104. W momencie odkrycia miała maksymalną jasność 22,00m.